# Antirhea bombysia
Antirhea bombysia är en måreväxtart som beskrevs av Shu Miaw Chaw. Antirhea bombysia ingår i släktet Antirhea och familjen måreväxter. Inga underarter finns listade i Catalogue of Life.